# Elio Mora
Elio Alberto Mora (Asunción, Paraguay, 14 de enero de 1977) es un jugador paraguayo que juega de delantero y su actual equipo es el Deportivo Santaní de la División Intermedia de Paraguay.

## Clubes
| Club                  | País     | Año           |
| --------------------- | -------- | ------------- |
| General Caballero     | Paraguay | 2003 - 2004   |
| Deportes Puerto Montt | Chile    | 2004          |
| Tacuary               | Paraguay | 2005          |
| General Caballero     | Paraguay | 2005 - 2008   |
| Sport Colombia        | Paraguay | 2009-2010     |
| Deportivo Santaní     | Paraguay | 2011-2012     |
| Resistencia           | Paraguay | 2013-presente |